# Bela B.
Bela B., pseudonimo di Dirk Albert Felsenheimer (Berlino, 14 dicembre 1962), è un batterista, cantante e attore tedesco.
Dal 1982 è il batterista del gruppo punk rock tedesco Die Ärzte. Ha inoltre inciso il suo primo album da solista, Bingo, nel 2006.

## Biografia
Il suo nome d'arte è composto da due parti: "Bela" deriva dall'attore Bela Lugosi, celebre interprete di Dracula, mentre la B. sta per Barney Rubble, personaggio del cartone animato I Flinstones, che in tedesco viene chiamato Barney Geröllheimer e, data l'assonanza del suo cognome con quella del personaggio dei cartoni animati, ai tempi della scuola veniva soprannominato così.
Avviati inizialmente gli studi per diventare poliziotto, Bela B. ha preferito presto cambiare strada orientandosi verso la musica. Dopo aver incontrato Jan Vetter (poi divenuto Farin Urlaub), nel 1979 decise di creare un gruppo, i Soilent Grün (il cui nome proviene dal film degli anni settanta Soylent Green, noto in Italia con il titolo 2022: i sopravvissuti). Dopo lo scioglimento del gruppo, avvenuto nel 1982, il batterista fondò i Die Ärzte.
Bela B. è conosciuto anche come attore: è apparso infatti in film e serie tv, tra cui Squadra Speciale Cobra 11, dove ha interpretato per due episodi un personaggio di nome Joseph Tscherne. Nel 1985 ha girato un film con i componenti della sua band Farin Urlaub e Hans Runge dal titolo Richy Guitar, dove ha una parte anche la rockstar Nena, famosa per la sua canzone 99 Luftbaloons. Nel 2003 è stato scelto da Jesús Franco per un ruolo nella pellicola Killer Barbys vs. Dracula.

## Discografia da solista
- 2006: Bingo
- 2009: Code B
- 2014: Bye (Bela B & Smokestack Lightnin’)
- 2017: Bastard  (feat. Peta Devlin & Smokestack Lightnin’)

## Filmografia parziale
- Killer Barbys vs. Dracula, regia di Jesús Franco (2003)
- Squadra Speciale Cobra 11 (Alarm für Cobra 11 – Die Autobahnpolizei), episodi 7x01 e 8x01 (2003-2004) - Serie TV
- Bastardi senza gloria non accreditato (2009)